# مركز العريضة الحدودي
معبر العريضة الحدودي أحد المعابر الخمسة على الحدود بين سوريا ولبنان يربط بين قريتي العريضة في لبنان وسوريا محافظة طرابلس اللبنانية ومحافظة طرطوس السورية.
يذكر ان الجانب السوري يطالب لبنان بالقيام ببعض الامور من حيث بناء الجزء الخاص به من المعبر المشترك في تحويلة الشيخ عياش.